# Lady Snowblood
Lady Snowblood is een Japanse thriller uit 1973.

## Synopsis
Yuki Kashima (Kaji) lijkt een onschuldige jongedame, maar van binnen is zij witheet van woede. In haar parasol zit een sabel verborgen, waarmee zij een voor een de criminelen doodt die zij verantwoordelijk acht voor de moord op haar vader en de verkrachting van haar moeder.

## Rolverdeling
| Acteur          | Personage                   |
| --------------- | --------------------------- |
| Meiko Kaji      | Yuki Kashima/Lady Snowblood |
| Kō Nishimura    | Priester Dōkai              |
| Masaaki Daimon  | Gō Kashima                  |
| Miyoko Akaza    | Sayo Kashima                |
| Eiji Okada      | Gishirō Tsukamoto           |
| Sanae Nakahara  | Kitahama Okono              |
| Noboru Nakaya   | Banzô Takemura              |
| Yoshiko Nakada  | Kobue Takemura              |
| Toshio Kurosawa | Ryūrei Ashio                |
| Shinichi Uchida | Shirô Kashima               |
| Mayumi Maemura  | Jonge Yuki                  |
| Hitoshi Takagi  | Matsuemon                   |
| Takeo Chii      | Shokei Tokuichi             |
| Hôsei Komatsu   | Genzô Shibayama             |

## Trivia
- De Lady Snowblood-films zijn een grote inspiratiebron geweest voor de Kill Bill-films van Quentin Tarantino.